# Hydrotrope
Un hydrotrope est un composé qui solubilise les composés hydrophobes dans des solutions aqueuses. Les hydrotropes sont constitués typiquement d'une partie hydrophile et d'une partie hydrophobe (comme les surfactants), mais cette dernière est généralement trop courte pour causer de l'auto-agrégation spontanée.
Les hydrotropes n'ont pas de concentration critique au-delà de laquelle l'auto-agrégation a lieu, contrairement aux tensioactifs caractérisés par une concentration micellaire critique cmc (ou vésiculaire cvc). Ainsi certains hydrotropes s'auto-agrègent graduellement, avec des tailles d'agrégation qui augmentent progressivement. Cependant de nombreux hydrotropes ne semblent pas s'auto-agréger du tout, à moins de rajouter un solubilisant. Les hydrotropes sont utilisés industriellement dans la formulation de détergents pour permettre d'avoir une plus grande concentration en tensioactifs. Le paratoluènesulfonate de sodium et le xylènesulfonate de sodium sont des exemples de composés hydrotropes.

## Historique
Le terme hydrotropie a été utilisé au départ par Carl Neuberg pour décrire l'augmentation de la solubilité d'un soluté par addition de sels métalliques plutôt concentrés de certains acides organiques. Cependant le terme a été utilisé dans la littérature pour désigner les substances qui ne forment pas de micelles, soit liquides soit solides, organiques ou non, capables de solubiliser des composés habituellement insolubles.

## Structure
La structure chimique des sels hydrotropes selon Neubergs comprend généralement deux parties : un groupe anionique et un cycle aromatique hydrophobe (système cyclique). Le groupe anionique permet d'apporter une grande solubilité aqueuse, qui est nécessaire à l'hydrotropie. Le type d'anion ou de métal n'a qu'un effet mineur sur le phénomène. À l'opposé, le caractère plan de la partie hydrophobe a un impact important sur le mécanisme de solubilisation hydrotropique,.

## Effet sur la solubilité
Les additifs peuvent en général augmenter comme diminuer la solubilité d'un soluté donné dans un solvant. Cela dépend de son influence sur l'arrangement des molécules d'eau. Pour quantifier cet effet on peut utiliser l'équation de Setschetow:
où {\displaystyle S_{0}} désigne la solubilité sans additif, S en présence d'additif, {\displaystyle C_{a}} est la concentration d'additif, K est un coefficient qui mesure la sensibilité du coefficient d'activité du soluté pour le sel.